# Madalena (Chaves)
Madalena era una freguesia portuguesa del municipio de Chaves, distrito de Vila Real.

## Localización
Madalena era una de las freguesias urbanas que integraban la ciudad de Chaves, y que estaba situada respecto al centro en la ribera opuesta del río Támega. 

## Historia
Fue suprimida el 28 de enero de 2013, en aplicación de una resolución de la Asamblea de la República portuguesa promulgada el 16 de enero de 2013 al unirse a ella la freguesia de Samaiões, formando la nueva freguesia de Madalena e Samaiões, exceptuando la zona de la freguesia de Samaiões situada en la margen derecha del río Tâmega que pasó a formar parte de la freguesia de Santa Maria Maior.

## Patrimonio
Entre su patrimonio histórico-artístico destacaban el Puente de Trajano, con las columnas conmemorativas de Trajano y Vespasiano, y la iglesia matriz, o iglesia de São João de Deus, construida en brillante estilo barroco en el primer cuarto del siglo XVIII.